# Nature Protocols
Nature Protocols (abrégé en Nat. Protoc.) est une revue scientifique à comité de lecture qui publie des protocoles scientifiques, principalement dans le domaine de la biologie.
D'après le Journal Citation Reports, le facteur d'impact de ce journal était de 7,782 en 2013. L'actuel directeur de publication est Chris Surridge